# Юлихский исследовательский центр
Юлихский исследовательский центр (нем. Forschungszentrum Jülich GmbH) — один из крупнейших европейских исследовательских центров, входит в состав Объединения имени Гельмгольца. Расположен в городе Юлихе, Германия. Основными научными направлениями центра являются физика, химия, биология и медицина. Сотрудником центра является лауреат Нобелевской премии по физике за 2007 год Петер Грюнберг.
Исследовательский центр обладает одним из крупнейших суперкомпьютеров мира JUQUEEN, построенном на базе суперкомпьютерной платформы IBM Blue Gene/Q.

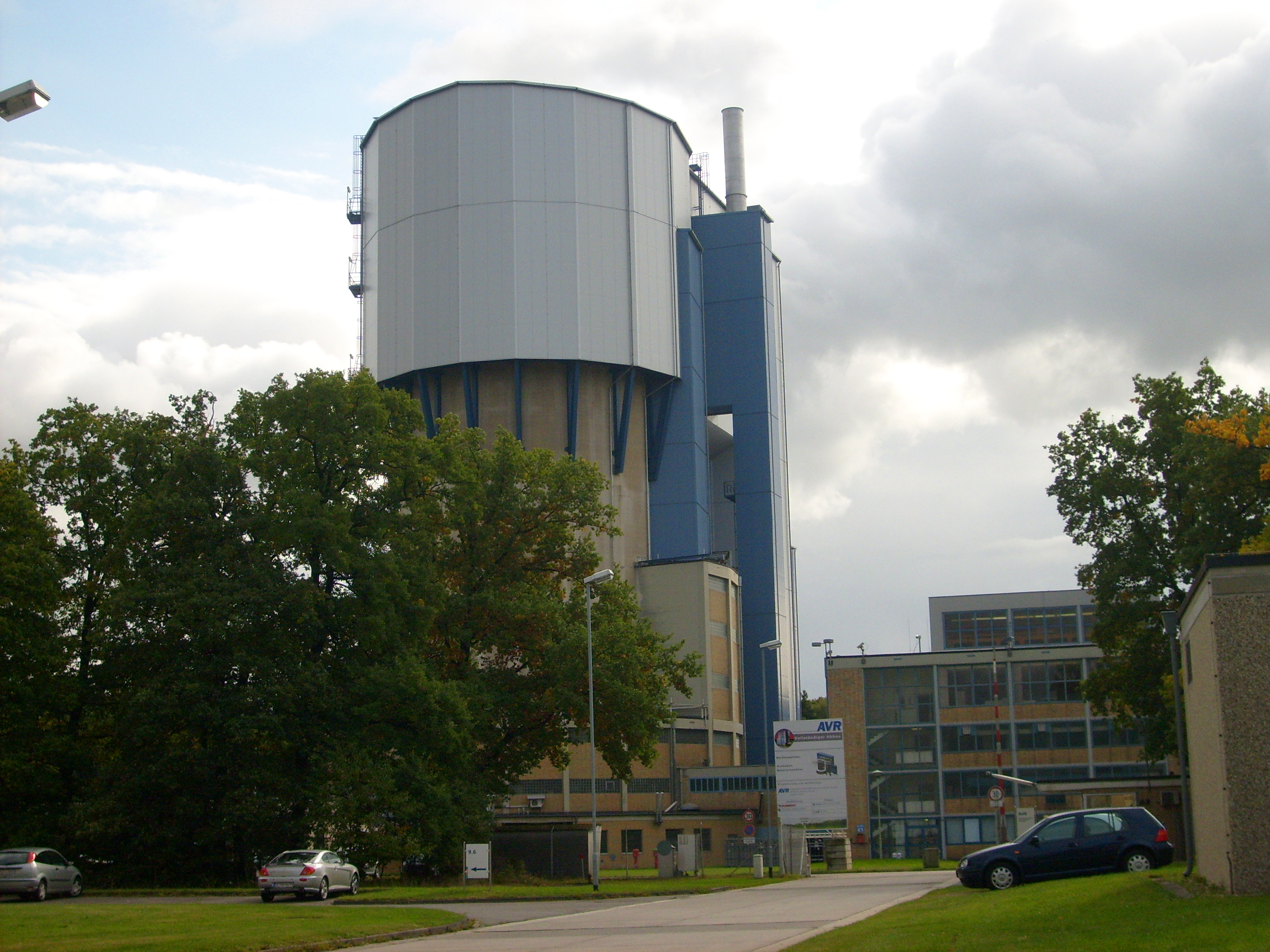
Прототип в Юлихском исследовательском центре